# Claudio Giovannesi
Claudio Giovannesi (ur. 20 marca 1978 w Rzymie) – włoski reżyser i scenarzysta filmowy i telewizyjny. Autor kilkunastu filmów fabularnych, dokumentalnych i krótkometrażowych.
Jego film Kwiatek (2016) zaprezentowany został w sekcji "Quinzaine des Réalisateurs" na 69. MFF w Cannes. Opowiadające o neapolitańskich nastolatkach współpracujących z mafią Piranie (2019) przyniosły mu Srebrnego Niedźwiedzia za najlepszy scenariusz na 69. MFF w Berlinie. Obydwa filmy nominowane były za najlepszy film roku, reżyserię i scenariusz do nagrody włoskiego przemysłu filmowego David di Donatello.
Przewodniczył jury Nagrody im. Luigiego De Laurentiisa za najlepszy debiut reżyserski na 77. MFF w Wenecji (2020).